# Municipio de Grey
El municipio de Grey (en inglés: Grey Township) es un municipio ubicado en el condado de Cavalier en el estado estadounidense de Dakota del Norte. En el año 2010 tenía una población de 20 habitantes y una densidad poblacional de 0,21 personas por km².

## Geografía
El municipio de Grey se encuentra ubicado en las coordenadas 48°50′34″N 98°47′30″O / 48.84278, -98.79167. Según la Oficina del Censo de los Estados Unidos, el municipio tiene una superficie total de 93.54 km², de la cual 91,95 km² corresponden a tierra firme y (1,7 %) 1,59 km² es agua.

## Demografía
Según el censo de 2010, había 20 personas residiendo en el municipio de Grey. La densidad de población era de 0,21 hab./km². De los 20 habitantes, el municipio de Grey estaba compuesto por el 100 % blancos. Del total de la población el 0 % eran hispanos o latinos de cualquier raza.